# Confessione sessuale
Confessione sessuale (Confession sexuelle d'un anonyme russe) è un libro di letteratura erotica dell'inizio del XX secolo, scritto in lingua francese da un "Anonimo russo". In italiano è stampato da SE. Inviato al pioniere della sessuologia britannico Havelock Ellis in qualità di "testimonianza autobiografica", pare esser stato scritto attorno al 1912 da un uomo di origine russa. Venne pubblicato per la prima volta in appendice all'opera "Psicologia della maternità".
Lo scrittore Vladimir Nabokov è stato ispirato in questo lavoro per la creazione del suo famoso romanzo Lolita.

## Trama
Narra in prima persona della vita sessuale precoce ed intensissima, legata alla fissazione nei confronti delle fanciulle ancora impuberi. Ambientato tra l'impero russo di fine '800 ed il regno d'Italia d'inizio '900, descrive in maniera assai documentata la realtà socio-culturale del tempo. L'autore, partendo dall'Ucraina, giunge fino in Italia; esternamente conduce la vita conformista che la propria posizione privilegiata richiede (è difatti figlio di un nobile), mentre in realtà fin dai tempi del liceo è stato un appassionato seduttore di bambine e ragazzine tra i 12 e i 20 anni.
Poco prima di compiere 18 anni sotto la pressione dei genitori, viene convinto a concentrarsi negli studi e, a tal fine, inviato a Milano; finirà con lo sposare un'italiana dopo la laurea in ingegneria. Presto gli capiterà di tradire la moglie con giovani donne russe appartenenti alla comunità di emigrati lì residente, una delle quali si rileverà pure essere una rivoluzionaria anti-zarista in fuga; a cavallo del secolo si sposterà a Napoli.
A seguito di un viaggio di lavoro compiuto in quella città, roccaforte del turismo sessuale del tempo, sia legale sia illegale e sia femminile che maschile, il protagonista scopre di poter ottenere per pochissimo prezzo ciò che desidera, ossia le ragazze identificate col termine di lolita. Ma la sua colpa, oltre che con prostitute minorenni, pare ampliarsi anche ad atti immorali compiuti contro le bambine. Via via però, si lascia trasportare vieppiù dalle sue inclinazioni erotiche ossessive (pratica quotidianamente la masturbazione), tanto da finir di non esser più in grado i controllare i propri impulsi.
Il testo si conclude con l'amara riflessione del protagonista, in cui egli trae il triste bilancio della sua vita: avviatasi come uno dei ragazzi più intelligenti della sua classe, si è conclusa come il peggiore, e vaga da un bordello all'altro correndo costantemente il rischio d'esser arrestato. Il matrimonio, come la carriera avviata tanto brillantemente, sono stati fallimentari: decide di scrivere questa storia e lasciare che un editore la pubblichi per i posteri. Descrivendo la deriva morale di un essere la cui vita è stata guidata dalla sessualità, il libro erotico rimane senza precedenti nella letteratura occidentale.